# تپه امامزاده زرلان
تپه امامزاده زرلان مربوط به دوران‌های تاریخی پس از اسلام است و در استان قزوین، شهرستان تاکستان، بخش مرکزی، شهر نرجه واقع شده و این اثر در تاریخ ۱۶ آبان ۱۳۷۹ با شمارهٔ ثبت ۲۸۶۱ به‌عنوان یکی از آثار ملی ایران به ثبت رسیده است.